# Thornham Magna
Thornham Magna – wieś i civil parish w Anglii, w hrabstwie Suffolk, w dystrykcie Mid Suffolk. Leży 28 km na północ od miasta Ipswich i 122 km na północny wschód od Londynu. W 2011 civil parish liczyła 210 mieszkańców. Thornham Magna jest wspomniana w Domesday Book (1086) jako Marthorham/Martonham/Thor(n)ham/Tor(n)ham.